# Aspidosperma australe
Aspidosperma australe é uma árvore nativa do Brasil, não endêmica, popularmente conhecida como peroba-branca.

## Morfologia
A Aspidosperma australe apresenta látex branco, sua altura varia entre cinco e vinte metros. Seus ramos são não suberosos, lenticelados, pubescente quando jovens e glabros quando adultos. Seu tronco é retilíneo e rugoso com diâmetro médio de cinquenta centímetros . Suas folhas são elípticas, cartáceas, congestas no ápice do ramo, apresentam ápice agudo, base cuneada e atenuada, face adaxial glabrescente, estrigosa na nervura primária, face abaxial estrigosa e nervação broquidódroma, dimensões médias respectivas de 8 e 2,5 centímetros de comprimento e largura e pecíolo de tamanho médio de 2,4 centímetros. Inflorescências subterminais pubescentes com pedúnculo de 1,5 centímetros de tamanho médio. Suas flores têm cerca de um centímetro de comprimento, apresentam cor amarelo acinzentado, pedicelos com dois milímetros de tamanho médio.  Seus frutos são do tipo folículo, apresentam lenticelas e possuem nove sementes em média. Suas sementes são aladas e elípticas.

## Distribuição geográfica
A Aspidosperma australe ocorre nas regiões centro-oeste, sudeste, sul e é possível que nos estados de Acre e Rondônia da Região Norte do Brasil nos biomas de Mata Atlântica, Cerrado e Amazônia em vegetações do tipo Floresta Estacional Semidecidual. Também ocorre na Argentina, na Bolívia e no Paraguai.

## Madeira
Sua madeira, considerada madeira de lei, de alta densidade, apresenta densidade média de 830 kg/m³, possui alta dureza, textura fina e uniforme e durabilidade média.